# Ernest Butcher
Edward Ernest Butcher (7. april 1885 – 8. juni 1965) var en britisk skuespiller.

## Filmografi
- The Song of the Road (1937)
- Stepping Toes (1938)
- Me and My Pal (1939)
- Black Eyes (1939)
- Pack Up Your Troubles (1940)
- Freedom Radio (1941)
- Old Mother Riley in Business (1941)
- 'Pimpernel' Smith (1941)
- When We Are Married (1943)
- Candles at Nine (1944)
- It's in the Bag (1944)
- Tawny Pipit (1944)
- It Happened One Sunday (1944)
- The Years Between (1946)
- Easy Money (1948)
- My Brother Jonathan (1948)
- My Brother's Keeper (1948)
- For Them That Trespass (1949)
- Diamond City (1949)
- Meet Simon Cherry (1949)
- Night and the City (1950)
- No Trace (1950)
- Blackout (1950)
- Highly Dangerous (1950)
- The Happy Family (1952)
- Time Bomb (1953)
- Background (1953)
- The Desperate Man (1959)